# Lama Energy Group
LAMA ENERGY GROUP je český energetický holding se sídlem v Praze. Na českém trhu je skupina LAMA na předním místě v obchodu s těžkými topnými oleji a na druhém místě v těžbě ropy a zemního plynu.[zdroj?] V roce 2011 byla založena v Kanadě společnost PETROLAMA ENERGY CANADA Inc., která se zabývá nákupem a prodejem ropných produktů v Severní Americe. Konsolidovaná čistá aktiva skupiny za rok 2018 činila 9 miliard Kč. Konsolidované tržby činily v roce 2018 10 miliard Kč.

## Historie skupiny
V roce 1991 začal zakladatel a majoritní vlastník skupiny Petr Lamich obchodovat s energetickými komoditami. Těžištěm jeho podnikání byl od počátku středoevropský region a hlavní aktivitou obchod s těžkým topným olejem. S růstem podnikání se portfolio rozšířilo na obchod s ropou, ropnými deriváty, uhlím, uhelnými deriváty, zemním plynem, šrotem a nemovitostmi. V roce 2002 Petr Lamich majetkově vstoupil do firmy LAMA GAS & OIL (dříve Česká naftařská společnost) zaměřené na těžbu ropy a plynu v Česku.
V roce 2006 skupina zahájila vlastní komerční těžbu ropy a zemního plynu na ložiscích v České republice. O rok později se prostřednictvím nově založené společnosti LAMA energy stala dodavatelem elektřiny a zemního plynu pro velkoodběratele i domácnosti.
V roce 2011 došlo k transformaci do nového holdingového uspořádání. V jejím rámci došlo k přesunu jednotlivých majetkových podílů do mateřské společnosti LAMA ENERGY GROUP, která je zodpovědná za koordinaci jednotlivých aktivit a strategický rozvoj skupiny. V průběhu roku 2013 se rozvíjely i aktivity společnosti Petrolama Energy Canada Inc. založené spolu se zkušenými kanadskými experty a obchodníky s ropnými produkty v roce 2011. Do oficiální struktury holdingu byla tato společnost začleněna v průběhu roku 2013. Petrolama kromě obchodování s ropnými produkty a provozování vlastní flotily cisternových vagonů pro jejich železniční přepravu spustila v září 2013 do ostrého provozu terminál na úpravu a zlepšení vlastností surové ropy v okrese Alida (provincie Saskatchewan); ten je napojený na ropovod Enbridge-Saskatchewan. Další kanadskou aktivitou je příprava těžby z nově otevřeného ropného ložiska v provincii Alberta s těžitelnou kapacitou až 300 milionů barelů, kterou se zabývá společnost Petrolama Namur Oil Sands Exploration Inc.
V roce 2013 akvizicí Teplárny Otrokovice a Teplárny Kyjov rozšířila skupina své aktivity o teplárenství. V roce 2015 do portfolia přidala Energo Český Krumlov. Tepelnou energií tak vytápí firmy a domácnosti v Otrokovicích, Zlíně-Malenovicích, Kyjově a Českém Krumlově. Skupina podniká také v oblasti nových médií a telekomunikací. V roce 2013 uvedla na trh značku LAMA mobile, pod níž nabízí služby virtuálního mobilního operátora. V roce 2015 se pak součástí skupiny stal i provozovatel placené televize DIGI TV, která dnes na trhu figuruje po novým názvem Telly.
V roce 2018 vstoupila LAMA ENERGY GROUP akvizicí DFK Cab do průmyslové výroby polykarbonátových kabin vysokozdvižných vozíků a terénních čtyřkolek. V roce 2019 se mezi hlavní společnosti holdingu zařadila společnost LAMA lighting technologies, která se věnuje energeticky úsporným řešením v osvětlení a společnost LAMA solar technologies, která nabízí komplexní dodávky a výstavby solárních projektů. Společnosti jsou zaměřeny na energetické služby a dodávají přesná úsporná energetická opatření.
Hlavním sídlem skupiny LAMA ENERGY GROUP je Praha. Kromě toho má skupina kanceláře také v Bratislavě. Další zahraniční aktivitou roku 2019 je otevření kanceláře v Mongolsku a zahájení geologických průzkumů ložisek barevných a vzácných kovů.

## Společnosti skupiny LAMA
- LAMA GAS & OIL
- PETROLAMA ENERGY CANADA
- Petrolama Namur Oil Sands Exploration
- LAMA energy
- LAMA INVESTMENTS MONGOLIA
- Teplárna Otrokovice
- Teplárna Kyjov
- Energo Český Krumlov
- Lama service
- LAMA lighting technologies
- LAMA solar technologies
- Lama kominictví
- Telly
- DFK Cab
- GAS International Archivováno 24. 11. 2021 na Wayback Machine.